# Derichthyidae
A Derichthyidae a csontos halak (Osteichthyes) főosztályának sugarasúszójú halak (Actinopterygii) osztályába, azon belül az angolnaalakúak (Anguilliformes) rendjébe tartozó család.
2 nem és 3 faj tartozik a családhoz.

## Rendszerezés
A családba az alábbi nemek és fajok tartoznak.
- Derichthys (Gill, 1884) – 1 faj
  - Derichthys serpentinus

- Nessorhamphus (Schmidt, 1931) – 2 faj
  - Nessorhamphus danae
  - Nessorhamphus ingolfianus